# 大内ジャンクション
大内ジャンクション（おおうちジャンクション）は、秋田県由利本荘市にある日本海東北自動車道と国道105号岩谷道路を接続する平面Y型のジャンクションである。

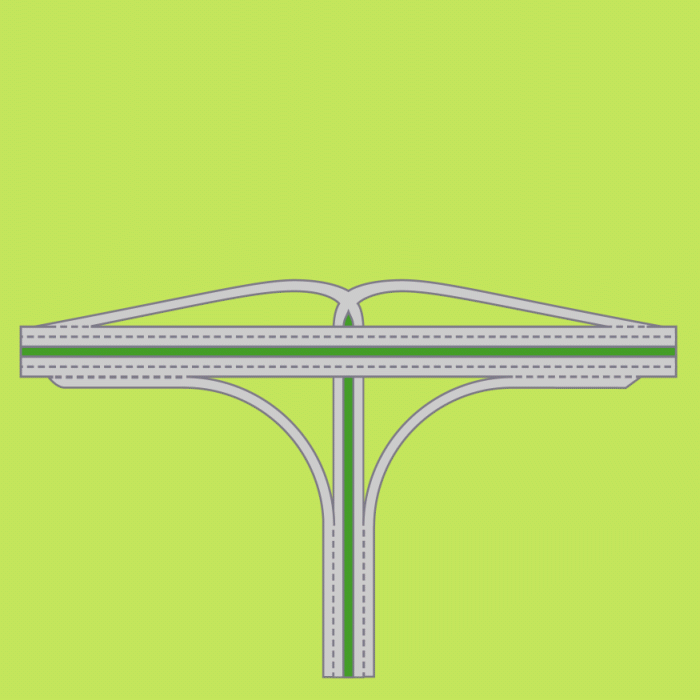
大内JCT（平面Y型ICの構造）
（左）仁賀保方面/（右）岩城方面
（下）大内IC・国道105号方面

岩谷道路は800 m だけの短距離路線であり、岩谷道路終点の大内インターチェンジ（おおうちインターチェンジ）は当JCT方向に流出入するだけのインターチェンジになっており、大内JCTと大内ICは一体化したインターチェンジの構造になっている。
流入路と流出路が平面交差する構造のため2016年に逆走による死亡事故が発生しており、路面の色分け塗装や標識の追加設置などの対策が行われた。

## 道路

### 仁賀保・岩城方面
- E7 日本海東北自動車道（14-1番）

### 国道105号（大仙・由利本荘）方面
- 国道105号岩谷道路（14-1番）・大内ICで国道105号（現道）[注釈 1]に接続する。

## 歴史
- 2007年（平成19年）9月17日 : 両前寺仮出入口 - 岩城IC間開通に伴い、供用開始[3]。

## 周辺
大内ICの周辺
- 道の駅おおうち
- JR東日本 羽越本線 羽後岩谷駅
- 大内市街地

## 隣
E7 日本海東北自動車道
(14)本荘IC - (14-1)大内JCT（大内IC） - (14-2)松ヶ崎亀田IC